# Zdobenec skvrnitý
Zdobenec skvrnitý (Trichius fasciatus) je zástupce hmyzu, řádu brouků z čeledi vrubounovitých.

## Popis
Velikost 9 až 13 milimetrů. Hmyz s proměnou dokonalou, tedy vajíčko, larva, kukla a dospělec. Huňatý, nápadně pestře zbarvený brouk (černožluté krovky) se silným zubovitým výběžkem na středních holeních. Je blízký příbuzný zlatohlávka zlatého.
Aktivita dospělého brouka je od června do srpna.

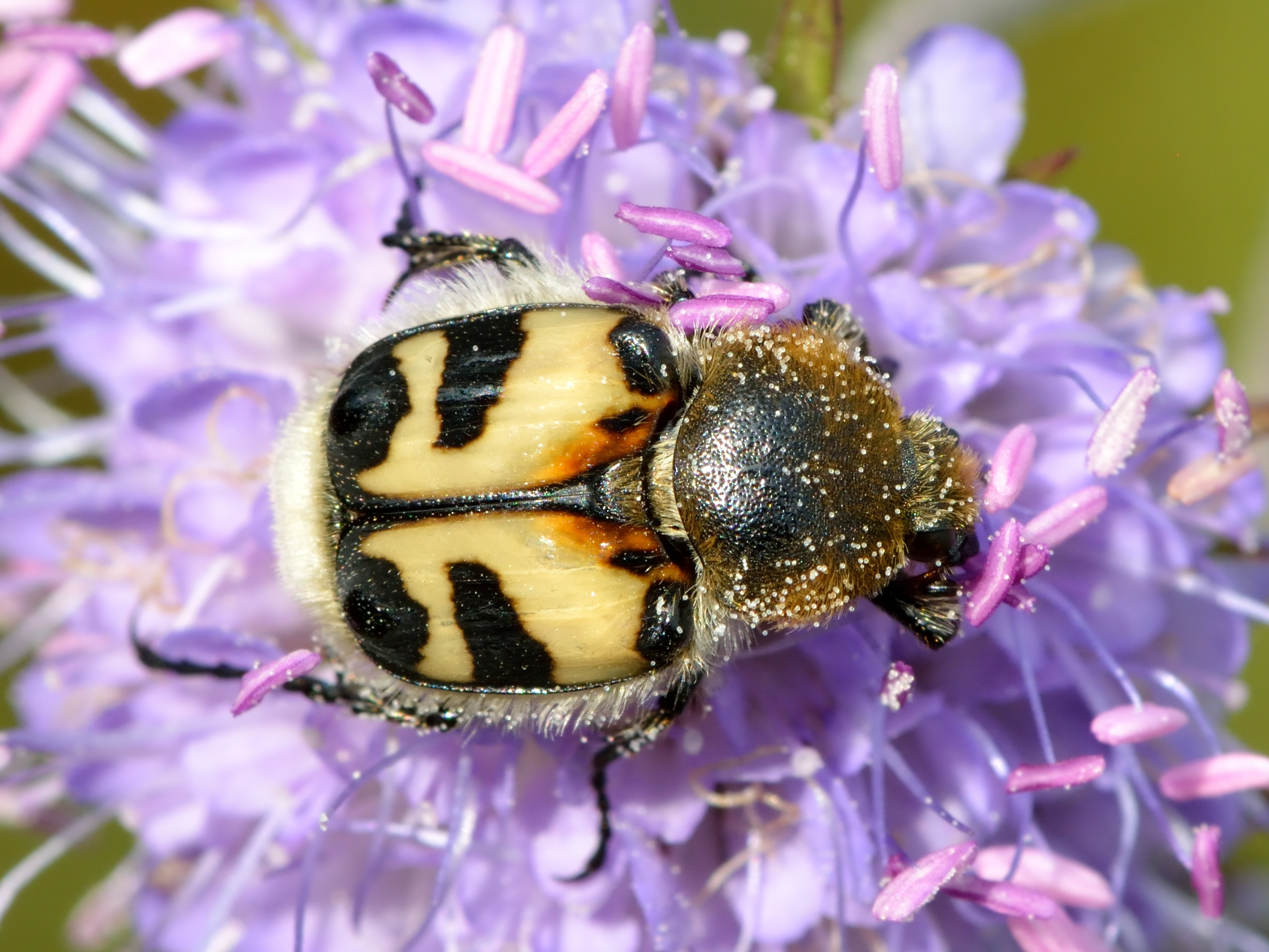
Zdobenec skvrnitý

## Výskyt
Vyskytuje se téměř po celé Evropě, v České republice hojný. Velmi rozšířený na loukách, v křovinách a při okrajích lesů.
Larvy tohoto brouka žijí v trouchnivějícím dřevě, které je zároveň jejich potravou. Dospělý brouk se potom zdržuje převážně na květech, požírá jejich části, ale především pyl.

## Vývoj
K páření dochází na květech. Od vajíčka až po zakuklení potřebují nejméně dva roky.

## Škodlivost
Tento druh není škůdce.

## Ochrana
Tento druh je v České republice chráněný, jako ohrožený je chráněný celý rod Trichius sp.